# Smriječno
Smriječno (cyr. Смријечно) – wieś w Czarnogórze, w gminie Plužine. W 2011 roku liczyła 66 mieszkańców.